# Some Loud Thunder
Some Loud Thunder är den andra skivan av Clap Your Hands Say Yeah. Skivan gavs ut den 29 januari 2007 i Storbritannien och 30 januari i USA, men de som förbokade skivan kunde ladda ner hela albumet genom Insound från och med den 16 januari. Albumet producerades av Dave Fridmann, främst känd för sitt arbete med Mercury Rev och The Flaming Lips.

## Låtlista
1. "Some Loud Thunder" - 3:47
2. "Emily Jean Stock" - 4:00
3. "Mama, Won't You Keep Them Castles in the Air and Burning?" - 4:27
4. "Love Song No. 7" - 4:31
5. "Satan Said Dance" - 5:32
6. "Upon Encountering the Crippled Elephant" - 1:13
7. "Goodbye to Mother and the Cove" - 5:37
8. "Arm and Hammer" - 2:00
9. "Yankee Go Home" - 3:32
10. "Underwater (You and Me)" - 5:18
11. "Five Easy Pieces" - 6:47
12. "The Sword Song" (bonusspår på Itunes och den japanska utgåvan)